# Бранешці (Пакраць)
45°29′ пн. ш. 17°20′ сх. д. / 45.48° пн. ш. 17.34° сх. д.
Бранешці (хорв. Branešci) — населений пункт у Хорватії, у Пожезько-Славонській жупанії у складі міста Пакраць.

## Населення
Населення за даними перепису 2011 року становило 48 осіб.
Динаміка чисельності населення поселення:

## Клімат
Середня річна температура становить 10,35 °C, середня максимальна – 24,04 °C, а середня мінімальна – -5,65 °C. Середня річна кількість опадів – 918 мм.
| Клімат поселення                              | Клімат поселення | Клімат поселення | Клімат поселення | Клімат поселення | Клімат поселення | Клімат поселення | Клімат поселення | Клімат поселення | Клімат поселення | Клімат поселення | Клімат поселення | Клімат поселення | Клімат поселення |
| Показник                                      | Січ.             | Лют.             | Бер.             | Квіт.            | Трав.            | Черв.            | Лип.             | Серп.            | Вер.             | Жовт.            | Лист.            | Груд.            |                  |
| Середній максимум, °C                         | 6,76             | 8,22             | 12,56            | 15,99            | 20,94            | 24,04            | 23,40            | 22,77            | 18,98            | 14,75            | 9,21             | 5,14             |                  |
| Середня температура, °C                       | 0,54             | 2,02             | 6,36             | 9,78             | 14,74            | 17,84            | 19,85            | 19,22            | 15,45            | 11,19            | 5,65             | 1,60             |                  |
| Середній мінімум, °C                          | −5,65            | −4,18            | 0,15             | 3,59             | 8,54             | 11,64            | 16,30            | 15,66            | 11,90            | 7,63             | 2,11             | −1,96            |                  |
| Норма опадів, мм                              | 56               | 51               | 62               | 77               | 85               | 104              | 85               | 90               | 75               | 79               | 86               | 68               |                  |
| Середньомісячна швидкість вітру, м/с          | 2.11             | 2.38             | 2.65             | 2.54             | 2.33             | 2.11             | 2.04             | 1.92             | 1.98             | 2.08             | 2.16             | 2.18             |                  |
| Середньомісячна сонячна радіація, кДж/м²·день | 4395             | 7124             | 10878            | 15137            | 19279            | 21286            | 22272            | 19717            | 14698            | 9198             | 4945             | 3677             |                  |
| --------------------------------------------- | ---------------- | ---------------- | ---------------- | ---------------- | ---------------- | ---------------- | ---------------- | ---------------- | ---------------- | ---------------- | ---------------- | ---------------- | ---------------- |
| Джерело:                                      |                  |                  |                  |                  |                  |                  |                  |                  |                  |                  |                  |                  |                  |